# مجردها
مجردها(به کره‌ای: 결혼해줘)(به انگلیسی: Marry Me) نام فیلم درام کره‌ای می‌باشد که در سال ۲۰۰۴ ساخته و پخش شده‌است. این سریال از شبکه ی فارسی وان پنجشنبه ها و جمعه ها ساعت 8 شب پخش می شد.

## داستان
داستان این سریال در مورد 3 دوست است که هنوز ازدواج نکرده‌اند و به دنبال شوهر می‌گردند.